# Santa Apollonia
Santa Apollonia je katolický kostel v Pise stojící na Via Sant’Apollonia, zasvěcený patronce zubařů.

## Historie a popis
Původně se jmenoval San Pietro a Schia, a první dochovaná zmínka pochází z roku 1116. První rekonstrukce proběhla roku 1277. Roku 1777 byla budova kompletně přestavěna Tarocchim v barokním slohu.
Interiér je trojlodní a uchovává malby Lomiho, Titiho a Bacchiniho.